# جيسيكا إيليزا بير
جيسيكا إيليزا بير (بالإنجليزية: Jessica Eliza Beer)‏ هي مبارزة بالسيف نيوزيلندية، ولدت في 20 أكتوبر 1979 في أوكلاند في نيوزيلندا.

## وصلات خارجية
- جيسيكا إيليزا بير على موقع أوليمبيديا (الإنجليزية)